# Kornîlo-Natalivka, Verhnodniprovsk
Kornîlo-Natalivka (în ucraineană Корнило-Наталівка) este un sat în comuna Zaricicea din raionul Verhnodniprovsk, regiunea Dnipropetrovsk, Ucraina.

## Demografie
Componența lingvistică a localității Kornîlo-Natalivka
     Ucraineană (94,12%)
     Rusă (2,94%)
     Belarusă (2,94%)
Conform recensământului din 2001, majoritatea populației localității Kornîlo-Natalivka era vorbitoare de ucraineană (94,12%), existând în minoritate și vorbitori de rusă (2,94%) și belarusă (2,94%).